# جیمز پی‌یرس

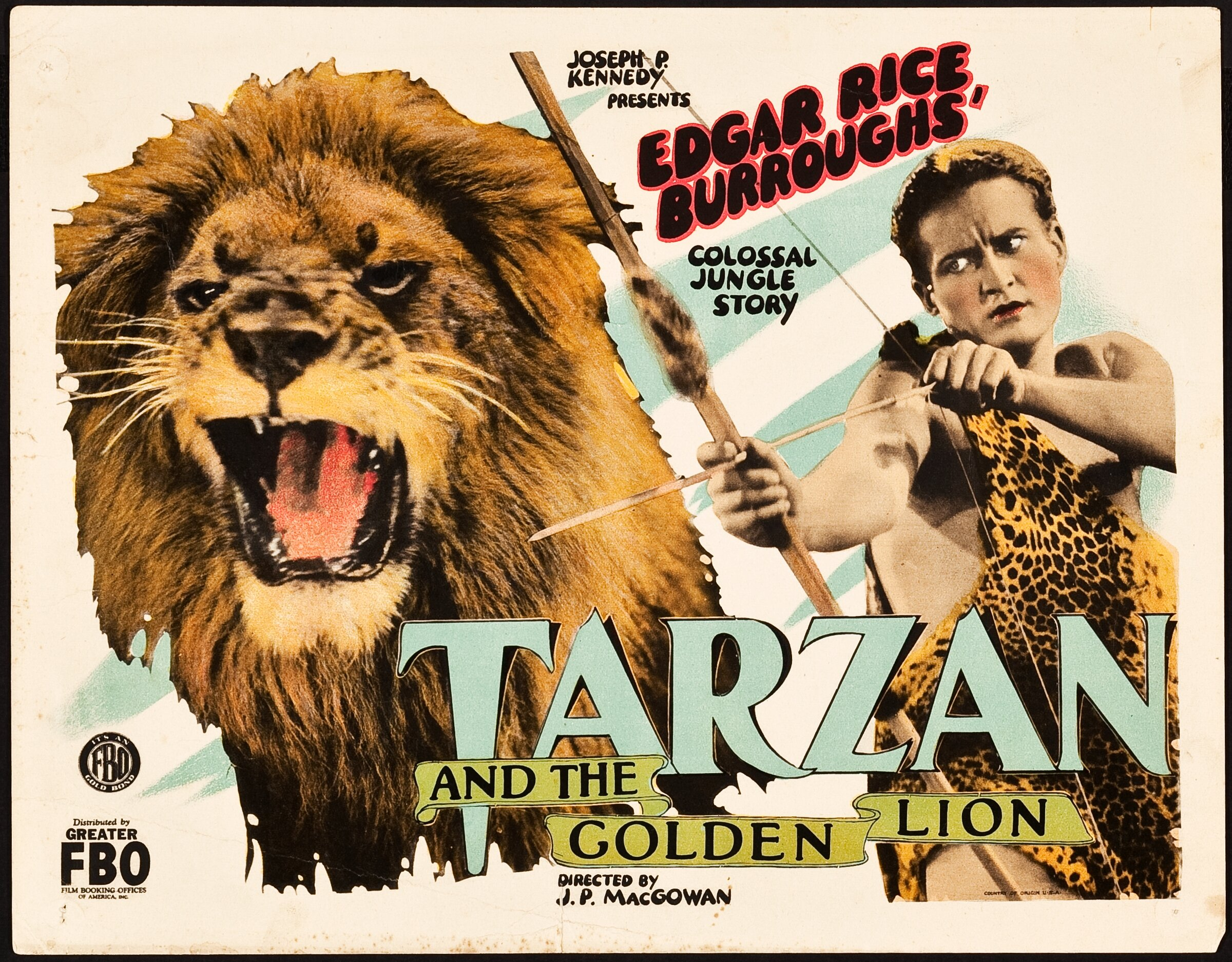
جیمز پی‌یرس در نقش تارزان - ۱۹۲۷

جیمز پی‌یرس (انگلیسی: James Pierce؛ ۸ اوت ۱۹۰۰ – ۱۱ دسامبر ۱۹۸۳) بازیگر اهل ایالات متحده آمریکا بود. او پنجمین تارزان سینماست.

## زندگی‌نامه
در جوانی هافبک و عضو تیم منتخب فوتبال کالجی آمریکا بود و پس از فارغ‌التحصیلی، مربی گریدیرون فوتبال در یک دبیرستان در آریزونا گردید و در اوقات فراغت، بازیگری هم می‌کرد. پس از آنکه کارش در سینما جدی شد، در کالیفرنیا ماند و مربی گریدیرون فوتبال در «دبیرستان گلندیل» (واقع در شهر گلندیل) گردید و از جمله شاگردانش که در تیم او بازی می‌کردند، جان وین بود.
سرانجام زندگی او با حضور در یک مهمانی که «ادگار رایس باروز» و دخترش «جون» برگزار کرده بودند، متحول شد و «ادگار رایس باروز» همان‌جا و با دیدن او، از وی خواست تا در فیلم بعد تارزان بازی کند و این فیلم صامت که «تارزان و شیر زرین» نام داشت در ۱۹۲۷ میلادی، توسط «آر. ک. ئو» تولید و منتشر شد. جیمز پی‌یرس برای بازی در این فیلمِ تارزان، نقش خودش در فیلم «بال‌ها» را رها کرد و جایش را به هنرپیشهٔ نوظهور «گری کوپر» داد.
کمی بعد، در تاریخ ۸ اوت ۱۹۲۸، با «جون» (دخترِ ادگار رایس باروز) ازدواج کرد و این پیوند تا زمان مرگِ «جون» در ۱۹۷۲ میلادی، ادامه داشت. از سال ۱۹۳۲ تا ۱۹۳۶، این دو زوج هنری، صداپیشگان نمایش‌نامهٔ رادیویی «تارزان و جین» در رادیو ملی آمریکا بودند و پس از مرگشان نیز هر دو در کنار هم، در گورستانی در شلبیویل، ایندیانا دفن شده‌اند و بر روی سنگ قبرشان نوشته شده‌است: «تارزان و جین»
جیمز پی‌یرس تا زمان مرگش، بدنبال نسخه‌ای از فیلم «تارزان و شیر زرین» بود که در آن هنگام، یک فیلمِ گمشده و ازدست‌رفته محسوب می‌شد. سرانجام و پس از مرگ او، نسخه‌ای از این فیلم در یک آرشیو خارجی پیدا شد.
جیمز پی‌یرس یک خلبان ماهر هم بود و در جریان جنگ جهانی دوم، خلبانِ تیم «خلبانان پشتیبانی هوایی کشور» بود که بعدها مبدل به گارد ملی هوایی کنونی گردید.
از فیلم‌های دیگر او می‌توان به چرندیات اشاره نمود.